# Cigola la carrucola del pozzo
Cigola la carrucola del pozzo è una poesia della raccolta Ossi di seppia, scritta da Eugenio Montale.

## Metrica
La poesia è composta da un'unica strofa, nonostante presenti uno scalino metrico all'ottavo verso. Il ritmo del componimento è endecasillabo. Le rime sono irregolari.

## Analisi del componimento
Il componimento rievoca la memoria volontaria che è improvvisa e breve, proprio come l'immagine che appare nel secchio. In questa metafora è evidente il collegamento con il pensiero di Pascoli e D'Annunzio. Mentre il secchio risale, sulla superficie appare un ricordo tremolante (a causa del movimento dell'acqua). 
La forma del secchio, circolare, evoca uno dei temi principali della poesia montaliana, ovvero la monotonia, il ripetersi della vita. L'io lirico, accostando il volto, nota un viso sensuale riflesso nel secchio (probabilmente quello di Anna Degli Uberti). Lo scalino metrico rappresenta il modo brusco con cui è sparito il volto riflesso; questo accade mentre l'io lirico prova a baciare la superficie dell'acqua. 
La poesia termina con il suono stridulo della carrucola, che riporta l'io lirico alla realtà.